# Ivaïlovgrad (obchtina)
La commune de Ivaïlovgrad (en bulgare Община Ивайловград, - Obchtina Ivaïlovgrad) est située dans le sud de la Bulgarie.

## Géographie

### Géographie physique
La commune d'Ivaïlovgrad est dans la partie la plus orientale des monts Rhodopes et appartient entièrement au système géomorphologique de ceux-ci. L’altitude est comprise entre 70 et 700 m. Le relief présente un caractère nettement marqué par les collines basses et les vallées fluviales.
Elle se trouve dans une zone climatique qui représente une dégradation montagneuse du climat méditerranéen.

### Géographie humaine
La commune de Ivaïlovgrad est située dans le sud-est de la Bulgarie, à 310 km au sud-est de la capitale Sofia. Elle est limitrophe de la Grèce. Son chef lieu est la ville de Ivaïlovgrad et elle fait partie de la région administrative de Khaskovo.
| 1975   | 1985   | 1992   | 2001  | 2005  | 2010  |
| ------ | ------ | ------ | ----- | ----- | ----- |
| 13 193 | 12 251 | 10 555 | 8 107 | 7 357 | 6 610 |

,

## Administration

### Structure administrative
La commune compte 1 ville et 50 villages :
| - ville d'Ivaïlovgrad - village de Beli dol - village de Belopoltsi - village de Belopolyané - village de Botourtché - village de Boubino - village de Broussino - village de Byalgradéts - village de Dolno Loukovo - village de Dolnosséltsi | - village de Drabichna - village de Gloumovo - village de Gnézdaré - village de Gorno Loukovo - village de Gornosséltsi - village de Gorsko - village de Gougoutka - village de Jélézari - village de Jélézino - village de Kamilski dol | - village de Karlovsko - village de Kazak - village de Khoukhla - village de Kobilino - village de Kondovo - village de Konnitsi - village de Kostilkovo - village de Lamboukh - village de Lénsko - village de Mandritsa | - village de Médén bouk - village de Nova livada - village d'Odrintsi - village d'Oréchino - village de Pachkoul - village de Pastrook - village de Planinéts - village de Plévoun - village de Pokrovan - village de Popsko | - village de Rozino - village de Sborino - village de Siv kladénéts - village de Slavéévo - village de Sokoléntsi - village de Sviratchi - village de Tchérni rid - village de Tchérnitchino - village de Tchoutchouliga - village de Vis | - village de Vétrouchka |

### Jumelages
La commune de Svilengrad  est jumelée avec les communes suivantes :
- Longueau (France)
- Kyprinos (Grèce).

## Culture

### Patrimoine historique
La commune d'Ivaïlovgrad dispose d'un patrimoine historique relativement riche. La Villa Armira - villa romaine (deuxième moitié du IVe siècle) parmi les plus remarquables de la Thrace romaine - se trouve à 1,5 km du quartier "Ladja" d'Ivaïlovgrad. La Forteresse de Lioutitsa - construire par les byzantins est parmi les  mieux conservées du pays ; elle présente la particularité d'avoir été construite avec des blocs de marbre.

### Gastronomie
La cuisine locale utilise beaucoup d’herbes et aromates qui poussent dans les environs : origan, menthe verte, thym etc. La chasse et la pêche étant très pratiquées dans la région, on y cuisine beaucoup de gibier (sanglier, caille des blés) et de poissons d’eau douce (silure glane, carpe commune, sandre, barbeau, chevesne, brème de Macédoine). Pour les fêtes, on prépare le tchévérmé (du turc çevirme, "mouvement tournant"), agneau cuit à la broche comparable au méchoui d’Afrique du nord, souvent aromatisé au miel. La région d’Ivaïlovgrad est réputée, par ailleurs, pour ses vins.

## Galerie

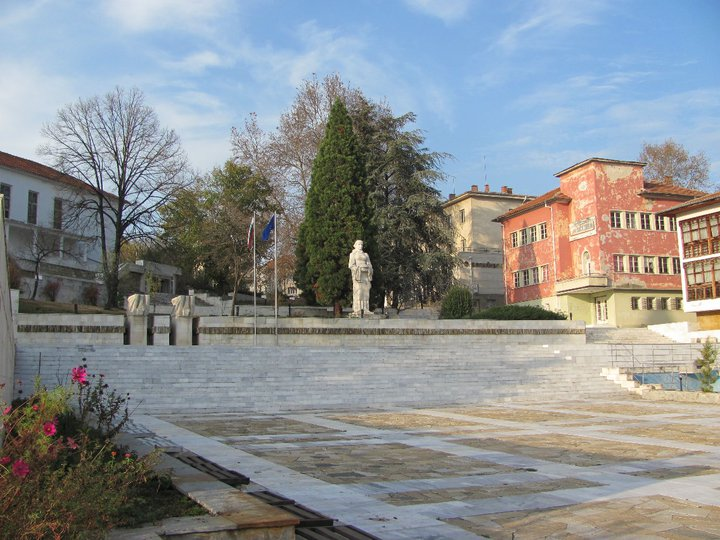
La place centrale d'Ivaïlovgrad
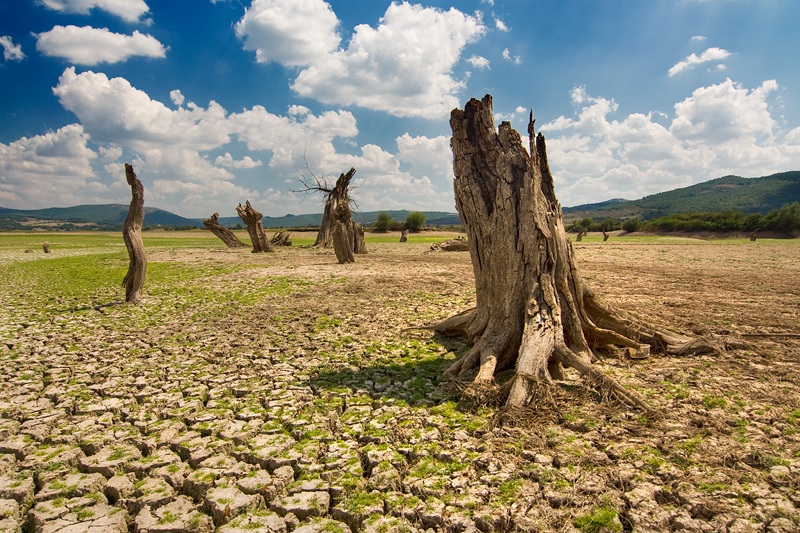
Le lac artificiel d'Ivaïlovgrad pendant la grande sécheresse de 2007
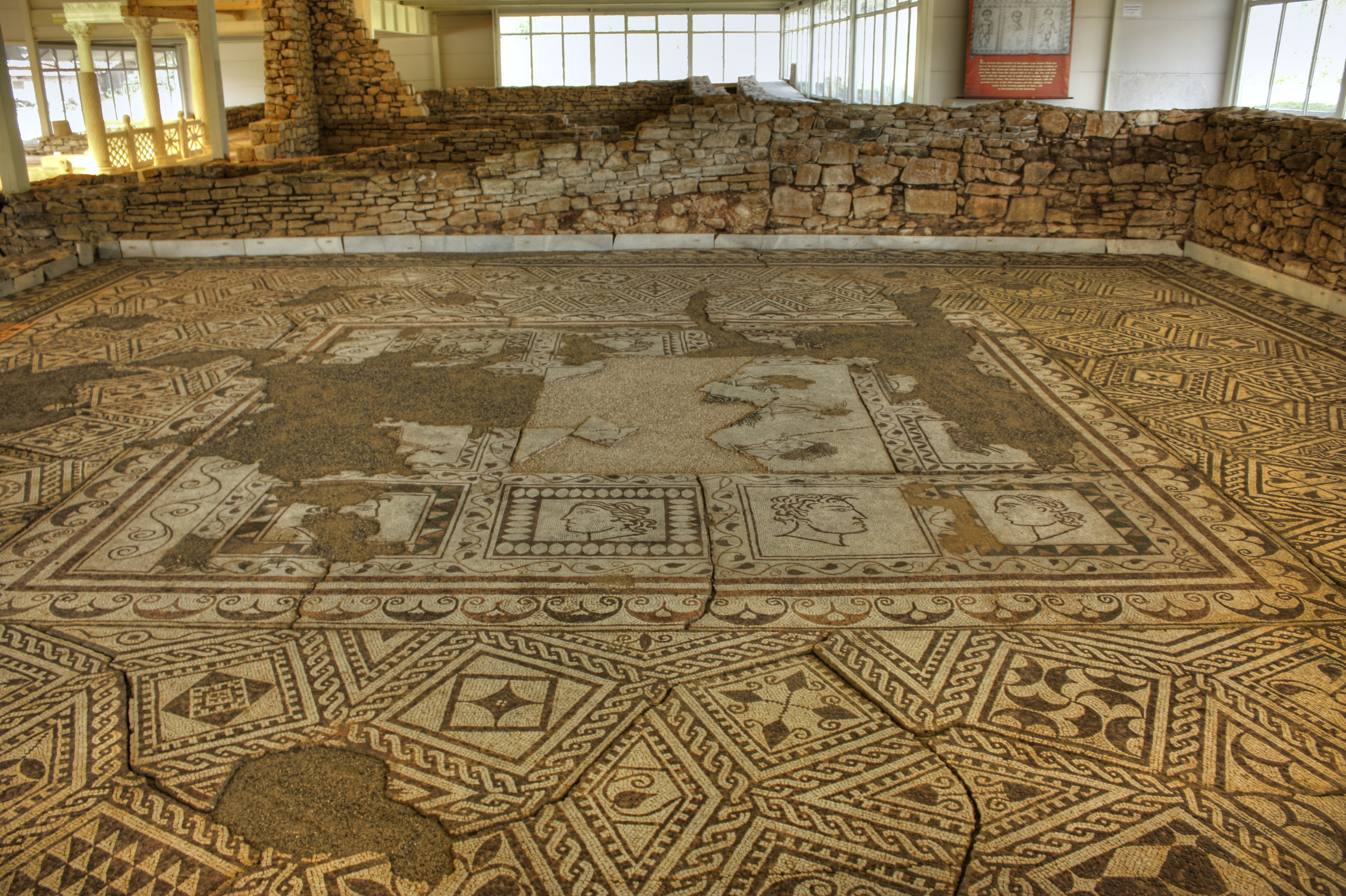
Intérieur de la Villa Armira
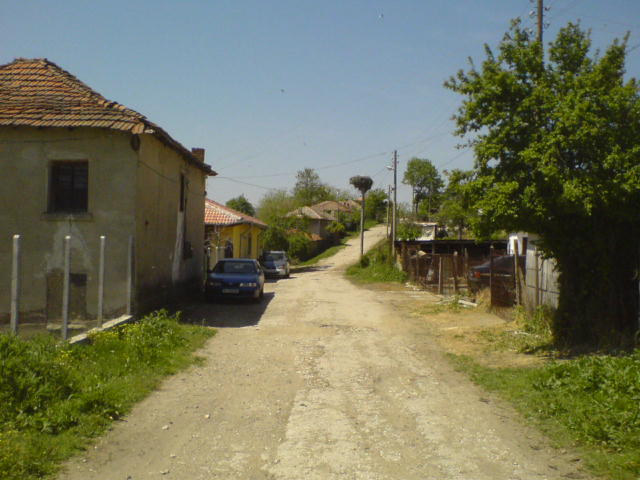
Rue dans le village de Drabichna
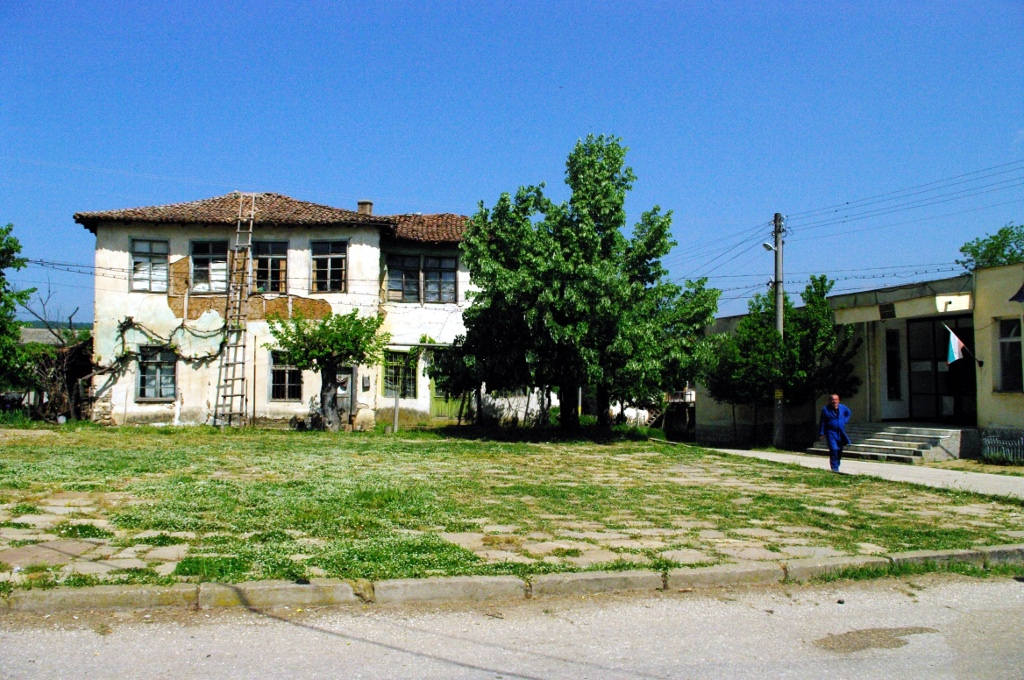
La place centrale de Gougoutka et la mairie annexe (sur la droite)